# اریون هلث

## بررسی اجمالی
این شرکت در ساخت پرونده الکترونیکی سلامت در خدمات بهداشت ملی British مشغول به کار است. نرم‌افزار Amadeus آن برای توانایی یکپارچه سازی و توانایی تجزیه و تحلیل داده‌ها ی real time مورد تقدیر قرار گرفته‌است. .

## مکان
Orion Health که مقر آن در اوکلند، نیوزیلند است و از سال ۱۹۹۳ آغاز به کار کرده‌است و مکان جدید آن در سال ۲۰۱۰ باز شده‌است. Orion Health در سال ۲۰۱۵ - منطقه Scottsdale Airpark در آمریکای شمالی را به عنوان مقرمرکزی انتخاب نمود.